# Numismática galega. A moeda en Galicia e Galicia na moeda
Numismática galega. A moeda en Galicia e Galicia na moeda (en castellano Numismática gallega. La moneda en Galicia y Galicia en la moneda) es un libro del filólogo y numismático Ricardo Luís Pita Fernández, publicado en 1999 en Santiago de Compostela por el Círculo Filatélico y Numismático Sant-Yago, cuando el autor era presidente del mismo.

## Contenido
Después de caracterizar la circulación de moneda en Galicia a lo largo de la historia, desde la etapa prerromana no monetaria hasta la actualidad, aporta datos relevantes de la historia y de la actividad de las cecas o casas de moneda ubicadas en lugares como Lugo, Orense, Tuy, Valdeorras, Santiago de Compostela, La Coruña, Jubia y otros, y aborda también diversos tipos de emisiones monetarias que guardan relación con Galicia, como las inglesas a nombre de la reina Ana acuñadas con metales requisados en Vigo o las realizadas por balnearios gallegos o entidades como la Festa da Istoria, en Ribadavia, o Bemposta, en Orense.
En sus páginas finales se añade un anexo de léxico numismático gallego y una recolección de refranes gallegos basados en la moneda y el dinero.

## Relevancia
A pesar de estar disponible únicamente en gallego, desde su presentación en el panorama numismático español en la XLIII Convención Numismática (2000) de la Sociedad Numismática Avilesina, llegó a convertirse en una obra de referencia en su ámbito en todo el Estado, junto con la obra de Paz Bernardo Las monedas acuñadas en Galicia, más centrada esta última en la catalogación de piezas que en el tratamiento de las vicisitudes históricas.